# ベンフォールド (ミサイル駆逐艦)
|          | |
| 艦歴     | |
| 発注     | 1991年1月16日                                                                                              |
| 起工     | 1993年9月27日                                                                                              |
| 進水     | 1994年11月9日                                                                                              |
| 就役     | 1996年3月30日                                                                                              |
| 退役     | |
| その後   | 就役中 |
| 要目     | |
| 排水量   | 満載: 8,362 トン                                                                                           |
| 全長     | 153.9 m (505 ft)                                                                                           |
| 全幅     | 20.1 m (66 ft)                                                                                             |
| 吃水     | 9.4 m (31 ft)                                                                                              |
| 機関     | COGAG方式                                                                                                  |
| 機関     | LM 2500-30ガスタービンエンジン (27,000shp) ×4基                                                            |
| 機関     | 可変ピッチプロペラ（5翅）×2軸                                                                              |
| 最大速   | 31ノット                                                                                                   |
| 航続距離 | 4,400 海里（20ノット時）                                                                                   |
| 乗員     | 士官、兵員 337名                                                                                           |
| 兵装     | Mk.45 mod.2 5インチ単装砲 ×1基                                                                             |
| 兵装     | Mk.38 25mm単装機関砲 ×2基                                                                                  |
| 兵装     | Mk.15 20mmCIWS×2基                                                                                         |
| 兵装     | M2 12.7mm機銃 ×4挺                                                                                         |
| 兵装     | Mk.41 mod.2 VLS ×90セル - SM-2MR/ER SAM - SM-3 ABM - ESSM 短SAM - VLA SUM - トマホーク SLCM などを発射可能 |
| 兵装     | ハープーンSSM 4連装発射筒×2基                                                                              |
| 兵装     | Mk.32 3連装短魚雷発射管×2基                                                                                |
| 艦載機   | ヘリコプター甲板のみ, 格納庫なし                                                                           |
| C4ISTAR  | AWS B/L 5 (Mk.99 GMFCS×3基)                                                                                |
| C4ISTAR  | AN/SQQ-89                                                                                                  |
| センサ   | AN/SPY-1D 多機能レーダー×4面                                                                               |
| センサ   | AN/SPS-67 対水上レーダー×1基                                                                               |
| センサ   | AN/SQS-53C艦首装備ソナー                                                                                   |
| センサ   | AN/SQR-19 曳航ソナー                                                                                       |
| 電子戦   | AN/SLQ-32(V)2 ESM装置                                                                                      |
| 電子戦   | Mk.36 mod.12 デコイ発射装置                                                                                |
| モットー | Onward with Valor                                                                                          |

ベンフォールド (英語: USS Benfold, DDG-65) は、アメリカ海軍のミサイル駆逐艦。アーレイ・バーク級ミサイル駆逐艦の15番艦。艦名は朝鮮戦争で戦死し、名誉勲章を受章したエドワード・クライド・ベンフォールド三等衛生兵（en:Edward Clyde Benfold）の名に因む。イージスシステムのBMD3.6.1を搭載する改修を受け、ミサイル防衛対応艦の一隻となった。

## 艦歴
ベンフォールドはミシシッピ州パスカグーラのインガルス造船所で建造され、1996年3月30日に太平洋艦隊に加わった。
1997年から1999年までベンフォールドの部隊指揮官であったマイケル・アブラショフは艦での経験を『It's Your Ship: Management Techniques from the Best Damn Ship in the Navy』(Warner Business Books 2002)として出版しベストセラーとなった。
2005年1月にベンフォールドはオペレーション・ユニファイド・アシスタンスに参加し、スマトラ島沖地震の被災者を救援した。
2009年3月26日、弾道ミサイルと巡航ミサイルに同時対処するステラー・ダガー(Stellar Daggers)迎撃試験の実施艦となり、SM-2 Block3Aによる巡航ミサイル標的の迎撃と、SM-2 Block4による短距離弾道ミサイル標的のターミナル段階迎撃を同時に成功させた。
2012年12月、北朝鮮は「人工衛星」と称する弾道ミサイルの発射を予告した。これに対し米国海軍は黄海に艦艇を展開させ不測の事態に備え、ベンフォールドはDDG-62 フィッツジェラルドと共に12月9日までに当該海域に配備された。他にイージス艦2隻のミサイル追跡艦T-AGM-23 オブザヴェーション・アイランドに、海上自衛隊からイージス艦3隻、大韓民国海軍から2隻が配備された。
2015年10月17日、アメリカのアジア重視戦略「リバランス」の一環により配備先の横須賀基地に到着した。2017年までに第7艦隊に追加配備が計画されているイージス艦3隻のうち2隻目（第7艦隊では11隻目）。イージスシステムベースライン9をアップデート搭載しており、従来では対処できなかった複数かつ発射角度の違う弾道ミサイルを同時に迎撃可能な能力を有している。
2017年11月18日、相模湾でえい航の訓練をしていた際に推進力を失ったえい船と接触する事故が発生。船体にこすった跡が付いた。
2024年8月1日、同型艦である「プレブル」と交代する形でワシントン州エバレットに向かうと発表された。